# Pierre-François Ordinaire
Pour les articles homonymes, voir Ordinaire.
Pierre-François Ordinaire (Salins-les-Bains, le 20 mars 1773 - Chaux-sur-Champigny Jura, le 28 février 1804) est un homme politique français, qui fut brièvement maire de Besançon en 1790.

## Biographie
Issu d'une ancienne famille de la bourgeoisie comtoise, de tradition lettrée et libérale, Pierre-François Ordinaire était avocat au parlement de Besançon au moment de la Révolution française.
Il est élu député de la ville aux États provinciaux de Franche-Comté en 1788, ainsi que député de la ville à l'assemblée préliminaire, délégué du tiers état à l'assemblée générale, et chargé de rédiger le cahier de doléances du bailliage de Besançon en 1789.
Favorable aux idées nouvelles, il est reçu citoyen de Besançon le 7 décembre 1789, puis en devient le premier maire élu le 26 janvier 1790 et commissaire du Roi près le tribunal du district de Besançon le 27 octobre 1790. En disgrâce, il est incarcéré  d'avril au 12 juin 1793. Il est conseiller général du canton de Salins-les-Bains en 1800, et premier président du Conseil général du Jura de 1800 à 1803.
Il est le grand-père des députés Édouard (1812-1887) et Dionys Ordinaire (1826-1896), et l'arrière-grand-père du sénateur Maurice Ordinaire (1862-1934).